# ふぃーばーちゃん
ふぃーばーちゃんは、1999年5月に大同(現:ビスティ)が発売した、コミカルなリーチアクションが特徴的なパチンコ機のシリーズ名。
ふぃーばーちゃん松とふぃーばーちゃん竹とふぃーばーちゃん鶴の3機種がある。

## 概要
液晶型のデジパチ。100歳のばーちゃんが様々な演出で大活躍する。3スペック発売され、全て時短搭載の現金機である。

ふぃーばーちゃん松は、奇数図柄か「ん」図柄が揃えば16ラウンドの大当たりとなり、偶数図柄が揃った場合は10ラウンドの大当たりとなる。全ての大当たり終了後に150回転の時短に突入する。

ふぃーばーちゃん竹は、「ん」図柄が揃えば15ラウンドの大当たりで、それ以外の図柄が揃えば全て16ラウンドの大当たりとなる。時短に突入するのは奇数図柄か「ん」図柄が揃った時のみで、偶数図柄揃いの大当たりの場合は時短には突入しない。

ふぃーばーちゃん鶴は、7図柄が揃うと11ラウンドの大当たりで、それ以外の図柄が揃った場合は全て10ラウンドの大当たりとなる。奇数図柄か「ん」図柄揃いで大当たりした場合は220回転の時短に突入し、偶数図柄揃いで大当たりの場合は180回転の時短に突入する。

## スペック
- ふぃーばーちゃん松
  - 賞球数 5&13
  - 大当たり最高継続 16R
  - 大当たり確率 1/227
  - 時短回数
    - 全図柄　150回
- ふぃーばーちゃん竹
  - 賞球数 6&15
  - 大当たり最高継続 16R
  - 大当たり確率 1/233
  - 時短回数
    - 奇数図柄・ん図柄　200回
- ふぃーばーちゃん鶴
  - 賞球数 5&13
  - 大当たり最高継続 11R
  - 大当たり確率 1/221
  - 時短回数　
    - 奇数図柄・ん図柄　220回
    - 偶数図柄　180回

## 図柄
- 0
- 1
- 2
- 3
- 4
- 5
- 6
- 7
- 8
- 9
- 10
- 11
- 12
- ん

## 演出
リーチ予告演出は「猫予告」と「入れ歯予告」の2種類あり、リーチアクションも豊富に搭載されている。

ノーマルリーチ以外に、画面からばーちゃんが消えるほどの大ジャンプをする「屁っこきリーチ」、愛猫「タマ」に加えて画面左から茶猫の「ノラ」が登場する「茶猫リーチ」、2人の曾孫のギターに合わせてダンスをする「ひまごリーチ」、垂れた乳をヌンチャクの如く振り回し大当たり図柄を狙う「乳ヌンチャクリーチ」、ばーちゃんの頭がズームアップしてロケットが発射される「ロケットリーチ」がある。

リーチアクションにはプレミアムパターンも存在する。乳ヌンチャクリーチ中に茶猫が参加するパターンと、茶猫リーチ中にばーちゃんが3人に増えるパターンと、ロケットリーチでロケットの中にばーちゃんがいるパターンがプレミアムパターンである。

プレミアム演出が発生してもハズレることはあるが、大当たりした場合は16ラウンド比率が高い。